# Caesalpinia coluteifolia
Caesalpinia coluteifolia  es una especie de  leguminosa de la familia Fabaceae.

## Descripción
Es un arbusto que alcanza un tamaño de hasta 1,5 m de alto, glabo, con hojas con 2-5 pares de pinnas y foliolos membranosos de hasta 20 x 15 mm. Las flores en racimos de 6-18 cm, de un tamaño de hasta 15 mm y legumbres cortamente pubescentes de 6 x 1,5 cm.

## Distribución geográfica
Se distribuye por Paraguay y Argentina a una altitud de 250 a 1700 metros en las cerros, matorrales y lomas arenosas.

## Taxonomía
Caesalpinia coluteifolia fue descrita por August Heinrich Rudolf Grisebach y publicado en Symbolae ad Floram Argentinam 111. 1879.
Etimología
Caesalpinia: nombre genérico que fue otorgado en honor del botánico italiano Andrea Cesalpino (1519-1603).
coluteifolia: epíteto latino que significa "con hojas similares al género Colutea".